# Nughedu Santa Vittoria
Nughedu Santa Vittoria (sardinsky: Nughèdu Santa Itòria) je italská obec (comune) v provincii Oristano v regionu Sardinie. Nachází se ve výšce 496 metrů nad mořem a má 434 obyvatel. Rozloha obce je 28,57 km².